# Robert Lindley Murray
Robert Lindley Murray (San Francisco, 3 novembre 1893 – Lewiston, 17 gennaio 1970) è stato un tennista statunitense.

## Carriera
Partecipò a due finali agli U.S. Championships e riuscì a vincerle entrambe.
È stato tra i primi tennisti inseriti nella International Tennis Hall of Fame, nel 1958.

## Finali del Grande Slam

### Vinte (2)
| Anno | Torneo                 | Avversario in finale | Risultato          |
| 1917 | U.S. Championships (1) | Nathaniel W. Niles   | 5-7, 8-6, 6-3, 6-3 |
| 1918 | U.S. Championships (2) | Bill Tilden          | 6-3, 6-1, 7-5      |